# Gordonite
La gordonite è un minerale.